# Бачівськ (пункт контролю)
51°50′51″ пн. ш. 34°16′16″ сх. д. / 51.84750° пн. ш. 34.27111° сх. д.
Бачі́вськ — пункт пропуску через державний кордон України на кордоні з Росією.
Розташований у Сумській області, Глухівський район, поблизу однойменного села на автошляху E101, з яким збігаються E391 та М02. Із російського боку знаходиться пункт пропуску «Троєборне», Севський район Брянської області, на аналогічних єврошляхах E381 та М3 (Росія) у напрямку Севська та Желєзногорська відповідно.
Вид пункту пропуску — автомобільний. Статус пункту пропуску — міжнародний.
Характер перевезень — пасажирський, вантажний.
Окрім радіологічного, митного та прикордонного контролю, пункт пропуску «Бачівськ» може здійснювати санітарний, фітосанітарний, ветеринарний, екологічний та контроль Служби міжнародних автомобільних перевезень.
Пункт пропуску «Бачівськ» входить до складу відділу прикордонної служби «Глухів» Сумського прикордонного загону. Код пункту пропуску — 80509 08 00 (11)